# Liste von Meeresstraßen
Dies ist eine Liste von Meeresstraßen (Meerengen) in tabellarischer Form:
| Name der Meeresstraße           | verbindet ...                                 | mit ...                        | liegt zwischen ...                                                           | und ...                                                                                                   |
| ------------------------------- | --------------------------------------------- | ------------------------------ | ---------------------------------------------------------------------------- | --- |
| Alsensund                       | Apenrader Förde                               | Flensburger Förde              | Alsen                                                                        | Sundewitt                                                                                                 |
| Anegada-Passage                 | Karibisches Meer                              | Atlantischer Ozean             | Britische Jungferninseln                                                     | Anguilla                                                                                                  |
| Arnott Strait                   | Byam Martin Channel                           | Erskine Inlet                  | Cameron Island                                                               | Île Vanier                                                                                                |
| Bab al-Mandab                   | Rotes Meer                                    | Golf von Aden                  | Dschibuti, Eritrea                                                           | Jemen |
| Balabacstraße                   | Südchinesisches Meer                          | Sulusee                        | Balabac                                                                      | Balambang, Banggi                                                                                         |
| Ballantyne Strait               | Arktischer Ozean                              | Hazen Strait                   | Brock-Insel, Mackenzie-King-Insel                                            | Prinz-Patrick-Insel, Emerald Isle (Kanada)                                                                |
| Baring Channel                  | Barrow Strait                                 | Barrow Strait                  | Russell Island (Nunavut)                                                     | Prince-of-Wales-Insel (Nunavut)                                                                           |
| Barrow Strait                   | Viscount-Melville-Sund                        | Lancastersund                  | Bathurst Island (Kanada), Cornwallis Island (Kanada), Devon Island           | Prince-of-Wales-Insel (Nunavut), Russell Island (Nunavut), Somerset Island (Kanada)                       |
| Straße von Basilan              | Golf von Moro (Celebessee)                    | Sulusee                        | Zamboanga-Halbinsel (Mindanao)                                               | Basilan                                                                                                   |
| Bass-Straße                     | Tasmansee                                     | Indischer Ozean                | Tasmanien                                                                    | Australisches Festland                                                                                    |
| Beagle-Kanal                    | Atlantischer Ozean                            | Pazifischer Ozean              | Isla Grande de Tierra del Fuego                                              | Navarino (Insel), Hoste (Insel), Gordon (Insel)                                                           |
| Belle-Isle-Straße               | Sankt-Lorenz-Golf                             | Labradorsee                    | Labrador-Halbinsel                                                           | Neufundland                                                                                               |
| Bellotstraße                    | Franklinstraße                                | Golf von Boothia               | Somerset Island (Kanada)                                                     | Boothia                                                                                                   |
| Beringstraße                    | Tschuktschensee                               | Beringmeer                     | Tschuktschen-Halbinsel                                                       | Seward-Halbinsel                                                                                          |
| Straße von Bonifacio            | Tyrrhenisches Meer                            | Mittelmeer                     | Korsika                                                                      | Sardinien                                                                                                 |
| Bosporus                        | Marmarameer                                   | Schwarzes Meer                 | Istanbul (europäischer Teil)                                                 | Istanbul (asiatischer Teil)                                                                               |
| Boyer Strait                    | Byam Martin Channel                           | Erskine Inlet                  | Massey Island                                                                | Alexander Island (Nunavut)                                                                                |
| Bransfieldstraße                | Weddell-Meer                                  | Bellingshausen-See             | Südliche Shetlandinseln                                                      | Antarktische Halbinsel                                                                                    |
| Byam Martin Channel             | Hazen Strait                                  | Viscount-Melville-Sund         | Melville-Insel (Kanada), Byam Martin Island                                  | Cameron Island, Île Vanier, Massey Island, Île Marc, Alexander Island (Nunavut), Bathurst Island (Kanada) |
| Cabotstraße                     | Sankt-Lorenz-Golf                             | Atlantischer Ozean             | Neufundland                                                                  | Kap-Breton-Insel                                                                                          |
| Cardigan-Straße                 | Norwegian Bay                                 | Jonessund                      | Devon Island                                                                 | North Kent Island                                                                                         |
| Cookstraße                      | Tasmansee                                     | Pazifischer Ozean              | Südinsel (Neuseeland)                                                        | Nordinsel (Neuseeland)                                                                                    |
| Crozier Channel                 | McClure Strait                                | Fitzwilliam Strait             | Prinz-Patrick-Insel                                                          | Eglinton Island                                                                                           |
| Crozier Strait                  | Queens Channel                                | McDougall-Sund                 | Gregory-Halbinsel (Bathurst Island (Kanada))                                 | Little Cornwallis Island                                                                                  |
| Dampierstraße (Papua-Neuguinea) | Bismarck-See                                  | Salomonensee                   | Sakar (Insel), Ritter-Insel, Umboi                                           | Neubritannien                                                                                             |
| Dänemarkstraße                  | Irmingersee                                   | Grönlandsee                    | Grönland                                                                     | Island |
| Dardanellen                     | Ägäisches Meer                                | Marmarameer                    | Halbinsel Gallipoli                                                          | nordwestliches Kleinasien                                                                                 |
| Davisstraße                     | Baffin Bay                                    | Labradorsee                    | Baffininsel                                                                  | Grönland                                                                                                  |
| Dease Strait                    | Coronation-Golf                               | Queen-Maud-Golf                | Victoria-Insel                                                               | Kent-Halbinsel                                                                                            |
| Dixon Entrance                  | Pazifischer Ozean                             | Clarence Strait, Hecate Strait | Dall Island, Prince-of-Wales-Insel (Alaska)                                  | Graham Island (Queen Charlotte Islands)                                                                   |
| Dolphin-und-Union-Straße        | Amundsen-Golf                                 | Coronation-Golf                | Victoria-Insel                                                               | Festland Nunavuts                                                                                         |
| Dominica-Passage                | Karibisches Meer                              | Atlantischer Ozean             | Guadeloupe                                                                   | Dominica                                                                                                  |
| Straße von Dover                | Ärmelkanal                                    | Nordsee                        | Großbritannien                                                               | europäisches Festland                                                                                     |
| Drakestraße                     | Atlantischer Ozean                            | Pazifischer Ozean              | Kap Hoorn                                                                    | Südliche Shetlandinseln                                                                                   |
| Endeavour-Straße                | Korallenmeer                                  | Arafurasee                     | Kap-York-Halbinsel                                                           | Prince-of-Wales-Insel                                                                                     |
| Euripos                         | Nördlicher Golf von Euböa                     | Südlicher Golf von Euböa       | Euböa                                                                        | Attika |
| Evans Strait                    | Fisher Strait                                 | Hudson Bay                     | Bell-Halbinsel (Southampton Island)                                          | Coats Island                                                                                              |
| Fehmarnbelt                     | Kieler Bucht                                  | Mecklenburger Bucht            | Fehmarn                                                                      | Lolland                                                                                                   |
| Fehmarnsund                     | Kieler Bucht                                  | Mecklenburger Bucht            | Fehmarn                                                                      | Wagrien                                                                                                   |
| Fisher Strait                   | Hudson Bay                                    | Evans Strait                   | Southampton Island                                                           | Coats Island                                                                                              |
| Fitzwilliam Strait              | Crozier Channel, Kellett Strait               | Hecla and Griper Bay           | Prinz-Patrick-Insel, Emerald Isle (Kanada)                                   | Melville-Insel (Kanada)                                                                                   |
| Floridastraße                   | Golf von Mexiko                               | Atlantischer Ozean             | Florida                                                                      | Kuba |
| Formosastraße                   | Ostchinesisches Meer                          | Südchinesisches Meer           | Fujian                                                                       | Taiwan |
| Foveauxstraße                   | Tasmansee                                     | Pazifischer Ozean              | Südinsel (Neuseeland)                                                        | Stewart Island                                                                                            |
| Foxe-Kanal                      | Foxe Basin                                    | Hudsonstraße, Hudson Bay       | Melville-Halbinsel, Southampton Island                                       | Foxe-Halbinsel (Baffininsel)                                                                              |
| Freemansund                     | Storfjord (Spitzbergen)                       | Olgastraße                     | Barentsøya                                                                   | Edgeøya                                                                                                   |
| Fury-und-Hecla-Straße           | Golf von Boothia                              | Foxe Basin                     | Baffininsel                                                                  | Melville-Halbinsel                                                                                        |
| Straße von Gibraltar            | Mittelmeer                                    | Atlantischer Ozean             | Spanien, Gibraltar                                                           | Marokko, Ceuta                                                                                            |
| Goldsmith Channel               | Viscount-Melville-Sund                        | McClintock-Kanal               | Storkerson-Halbinsel (Victoria-Insel)                                        | Stefansson Island                                                                                         |
| Grønsund                        | Storstrømmen                                  | Ostsee                         | Falster                                                                      | Bogø, Møn                                                                                                 |
| Großer Belt                     | Kattegat                                      | Ostsee                         | Fünen                                                                        | Seeland                                                                                                   |
| Guadeloupe-Passage              | Karibisches Meer                              | Atlantischer Ozean             | Montserrat, Antigua (Kleine Antillen)                                        | Guadeloupe                                                                                                |
| Guldborgsund                    | Smålandsfarvandet                             | Mecklenburger Bucht            | Falster                                                                      | Lolland                                                                                                   |
| Hainanstraße                    | Golf von Tonking                              | Südchinesisches Meer           | Leizhou-Halbinsel                                                            | Hainan |
| Hazen Strait                    | Ballantyne Strait                             | Prinz-Gustav-Adolf-See         | Mackenzie-King-Insel                                                         | Sabine-Halbinsel (Melville-Insel (Kanada)), Lougheed Island                                               |
| Heleysund                       | Ginevrabucht                                  | Olgastraße                     | Spitzbergen (Insel)                                                          | Barentsøya                                                                                                |
| Hinlopenstraße                  | Arktischer Ozean                              | Olgastraße                     | Spitzbergen (Insel)                                                          | Nordostland                                                                                               |
| Straße von Hormus               | Persischer Golf                               | Golf von Oman                  | Hormozgan                                                                    | Musandam                                                                                                  |
| Hudsonstraße                    | Hudson Bay, Foxe-Kanal                        | Labradorsee                    | Baffininsel                                                                  | Ungava-Halbinsel                                                                                          |
| Humboldtkanal                   | James Ross Strait                             | St. Roch Basin                 | Tennent Islands                                                              | King William Island                                                                                       |
| Irbenstraße                     | Rigaischer Meerbusen                          | Ostsee                         | Sõrve (Saaremaa)                                                             | Kurland                                                                                                   |
| Jamaica Channel                 | Karibisches Meer                              | Golf von Gonâve                | Jamaika                                                                      | Tiburon-Halbinsel (Haiti)                                                                                 |
| James Ross Strait               | Larsensund                                    | St. Roch Basin                 | Boothia                                                                      | King William Island, Tennent Islands, Matty Island                                                        |
| Straße von Johor                | Straße von Malakka                            | Straße von Singapur            | Malaiische Halbinsel                                                         | Singapur                                                                                                  |
| Jugorstraße                     | Karasee                                       | Barentssee                     | Waigatsch                                                                    | russisches Festland                                                                                       |
| Kalmarsund                      | Ostsee                                        | Ostsee                         | Kalmar län                                                                   | Öland |
| Karastraße                      | Karasee                                       | Barentssee                     | Südinsel (Nowaja Semlja)                                                     | Waigatsch                                                                                                 |
| Kellett Strait                  | McClure Strait                                | Fitzwilliam Strait             | Eglinton Island                                                              | Melville-Insel (Kanada)                                                                                   |
| Kennedy-Kanal                   | Kane Basin                                    | Hall Basin                     | Washington Land (Grönland)                                                   | Ellesmere Island                                                                                          |
| Straße von Kertsch              | Asowsches Meer                                | Schwarzes Meer                 | Krim                                                                         | Taman-Halbinsel                                                                                           |
| Kleiner Belt                    | Kattegat                                      | Ostsee                         | Jütland                                                                      | Fünen |
| Koreastraße                     | Ostchinesisches Meer                          | Japanisches Meer               | Koreanische Halbinsel                                                        | Kyūshū, Honshū                                                                                            |
| Straße von Korfu                | Ionisches Meer                                | Ionisches Meer                 | Korfu                                                                        | Albanien                                                                                                  |
| Kurilenstraße                   | Ochotskisches Meer                            | Pazifischer Ozean              | Schumschu                                                                    | Kamtschatka                                                                                               |
| Langelandsbelt                  | Smålandsfarvandet                             | Kieler Bucht, Sydfynske Øhav   | Langeland                                                                    | Lolland                                                                                                   |
| Laptew-Straße                   | Laptewsee                                     | Ostsibirische See              | Große Ljachow-Insel                                                          | russisches Festland                                                                                       |
| La-Pérouse-Straße               | Japanisches Meer                              | Ochotskisches Meer             | Hokkaidō                                                                     | Sachalin                                                                                                  |
| Le-Maire-Straße (Kap Hoorn)     | Atlantischer Ozean                            | Drakestraße                    | Isla de los Estados                                                          | Isla Grande de Tierra del Fuego                                                                           |
| Limfjord                        | Nordsee                                       | Kattegat                       | Jütland                                                                      | Vendsyssel-Thy                                                                                            |
| Litkestraße                     | Beringmeer                                    | Beringmeer                     | Kamtschatka                                                                  | Karaginski                                                                                                |
| Luzonstraße                     | Philippinensee                                | Südchinesisches Meer           | Luzon                                                                        | Taiwan |
| Magellanstraße                  | Atlantischer Ozean                            | Pazifischer Ozean              | Patagonien                                                                   | Feuerland                                                                                                 |
| Manipastraße                    | Seramsee                                      | Bandasee                       | Buru                                                                         | Manipa |
| Marsdiep                        | Nordsee                                       | Zuiderzee                      | Texel                                                                        | Den Helder                                                                                                |
| Martinique-Kanal                | Karibisches Meer                              | Atlantischer Ozean             | Union Island, Palm Island (Grenadinen)                                       | Carriacou, Petit St. Vincent                                                                              |
| Martinique-Passage              | Karibisches Meer                              | Atlantischer Ozean             | Dominica                                                                     | Martinique                                                                                                |
| Matotschkin Schar               | Barentssee                                    | Karasee                        | Nordinsel (Nowaja Semlja)                                                    | Südinsel (Nowaja Semlja)                                                                                  |
| McClintock-Kanal                | Viscount-Melville-Sund                        | Larsensund                     | Victoria-Insel                                                               | Prince-of-Wales-Insel (Nunavut)                                                                           |
| McClure Strait                  | Beaufortsee                                   | Viscount-Melville-Sund         | Prinz-Patrick-Insel, Eglinton Island, Melville-Insel (Kanada)                | Banksinsel                                                                                                |
| Maury Channel                   | Queens Channel                                | Wellington Channel             | Baillie-Hamilton Island                                                      | Cornwallis Island (Kanada)                                                                                |
| Straße von Messina              | Tyrrhenisches Meer                            | Ionisches Meer                 | Sizilien                                                                     | Kalabrien                                                                                                 |
| Molengat                        | Marsdiep                                      | Nordsee                        | Noorderhaaks                                                                 | Texel |
| Mona-Passage                    | Atlantischer Ozean                            | Karibisches Meer               | Dominikanische Republik                                                      | Puerto Rico                                                                                               |
| Straße von Mosambik             | Indischer Ozean                               | Indischer Ozean                | Mosambik                                                                     | Madagaskar                                                                                                |
| Nares-Straße                    | Baffin Bay                                    | Lincolnsee                     | Ellesmere Island                                                             | Grönland                                                                                                  |
| Nordkanal                       | Irische See                                   | Nordatlantik                   | Irland                                                                       | Schottland                                                                                                |
| Northumberlandstraße            | Sankt-Lorenz-Golf                             | Sankt-Lorenz-Golf              | Prince Edward Island                                                         | New Brunswick, Nova Scotia                                                                                |
| Öresund                         | Kattegat                                      | Ostsee                         | Seeland (Dänemark)                                                           | Schonen                                                                                                   |
| Straße von Otranto              | Adriatisches Meer                             | Ionisches Meer                 | Apulien                                                                      | Albanien                                                                                                  |
| Palkstraße                      | Golf von Mannar                               | Golf von Bengalen              | Tamil Nadu                                                                   | Sri Lanka                                                                                                 |
| Parry Channel                   | Beaufortsee                                   | Baffin Bay                     | Königin-Elisabeth-Inseln                                                     | Südliche Inseln des kanadisch-arktischen Archipels                                                        |
| Pearse Strait                   | Byam Martin Channel                           | Erskine Inlet                  | Île Vanier                                                                   | Massey Island                                                                                             |
| Peary-Kanal                     | Arktischer Ozean                              | Masseysund                     | Meighen Island, Axel Heiberg Island                                          | Ellef Ringnes Island, Amund Ringnes Island                                                                |
| Peenestrom                      | Stettiner Haff                                | Greifswalder Bodden            | Festland                                                                     | Usedom |
| Pentland Firth                  | Nordsee                                       | Nordatlantik                   | Orkney                                                                       | Schottland                                                                                                |
| Pelengstraße                    | Golf von Tolo (Bandasee)                      | Molukkensee                    | Sulawesi                                                                     | Peleng |
| Kanal von Piombino              | Ligurisches Meer                              | Tyrrhenisches Meer             | Elba                                                                         | Piombino                                                                                                  |
| Prince of Wales Strait          | Viscount-Melville-Sund                        | Amundsen-Golf                  | Banksinsel                                                                   | Prinz-Albert-Halbinsel (Victoria-Insel)                                                                   |
| Prince Regent Inlet             | Lancastersund                                 | Golf von Boothia               | Baffininsel                                                                  | Somerset-Insel                                                                                            |
| Pullen Strait                   | McDougall Sound                               | Queens Channel                 | Little Cornwallis Island                                                     | Cornwallis Island (Kanada)                                                                                |
| Robeson-Kanal                   | Lincolnsee                                    | Hall Basin                     | Grönland                                                                     | Ellesmere Island                                                                                          |
| St.-Georgs-Kanal                | Irische See                                   | Keltische See                  | Irland                                                                       | Wales |
| St. Lucia-Kanal                 | Karibisches Meer                              | Atlantischer Ozean             | Martinique                                                                   | St. Lucia                                                                                                 |
| St. Vincent-Passage             | Karibisches Meer                              | Atlantischer Ozean             | St. Lucia                                                                    | St. Vincent                                                                                               |
| Sannikowstraße                  | Laptewsee                                     | Ostsibirische See              | Anjou-Inseln                                                                 | Ljachow-Inseln                                                                                            |
| Simpsonstraße                   | Queen-Maud-Golf                               | Rasmussen Basin                | King William Island                                                          | Adelaide-Halbinsel                                                                                        |
| Sir William Parker Strait       | Arktischer Ozean                              | Arktischer Ozean               | Bathurst Island                                                              | Helena Island                                                                                             |
| Skidegate Channel               | Hecate Strait                                 | Pazifischer Ozean              | Graham Island                                                                | Moresby Island                                                                                            |
| Smithsund                       | Kane Basin                                    | Baffin Bay                     | Hayes-Halbinsel                                                              | Ellesmere Island                                                                                          |
| Strelasund                      | Prohner Wiek, Kubitzer Bodden                 | Greifswalder Bodden            | Rügen                                                                        | Vorpommern                                                                                                |
| Sverdrup-Kanal                  | Arktischer Ozean                              | Peary-Kanal                    | Meighen Island                                                               | Axel Heiberg Island                                                                                       |
| Tatarensund                     | Ochotskisches Meer                            | Japanisches Meer               | Sachalin                                                                     | russisches Festland                                                                                       |
| Torres-Straße                   | Arafurasee                                    | Korallenmeer                   | Neuguinea                                                                    | Australien                                                                                                |
| Victoria Strait                 | Queen-Maud-Golf                               | McClintock-Kanal, Larsensund   | Victoria-Insel                                                               | King William Island                                                                                       |
| Vitiaz-Straße                   | Bismarck-See                                  | Salomonensee                   | Long Island                                                                  | Neuguinea                                                                                                 |
| Wellington Channel              | Pioneer Channel, Couch Passage, Maury Channel | Barrow Strait                  | Dundas Island (Nunavut), Baillie-Hamilton Island, Cornwallis Island (Kanada) | Devon Island                                                                                              |
| Wellington Strait               | James Ross Strait                             | St. Roch Basin                 | Tennent Islands                                                              | Matty Island                                                                                              |
| Wilkins-Straße                  | Arktischer Ozean                              | Prinz-Gustav-Adolf-See         | Borden-Insel                                                                 | Brock-Insel, Mackenzie-King-Insel                                                                         |
| Wilkizkistraße                  | Karasee                                       | Laptewsee                      | Bolschewik-Insel (Sewernaja Semlja)                                          | Taimyrhalbinsel                                                                                           |
| Windward-Passage                | Karibisches Meer                              | Atlantischer Ozean             | Provinz Guantánamo                                                           | Département Nord-Ouest                                                                                    |
| Yucatánstraße                   | Golf von Mexiko                               | Karibisches Meer               | Yucatán (Halbinsel)                                                          | Kuba (Insel)                                                                                              |